# Hydrolagus matallanasi
Hydrolagus matallanasi é um peixe da família Chimaeridae. Endêmica do Brasil, foi descoberta em 2001. Seu nome é uma homenagem ao ictiólogo catalão Jesús Matallanas, da Universidade Autônoma de Barcelona.